# Ford Bronco
Ford Bronco (укр. Форд Бронко) — великий рамний позашляховик компанії Ford, що виготовлявся з 1966 по 1996 рік.
Всі автомобілі Бронко були повноприводними з понижуючими передачами.
В 2021 році компанія Ford відновила виробництво моделі Bronco.

## Перше покоління (1966–1977)

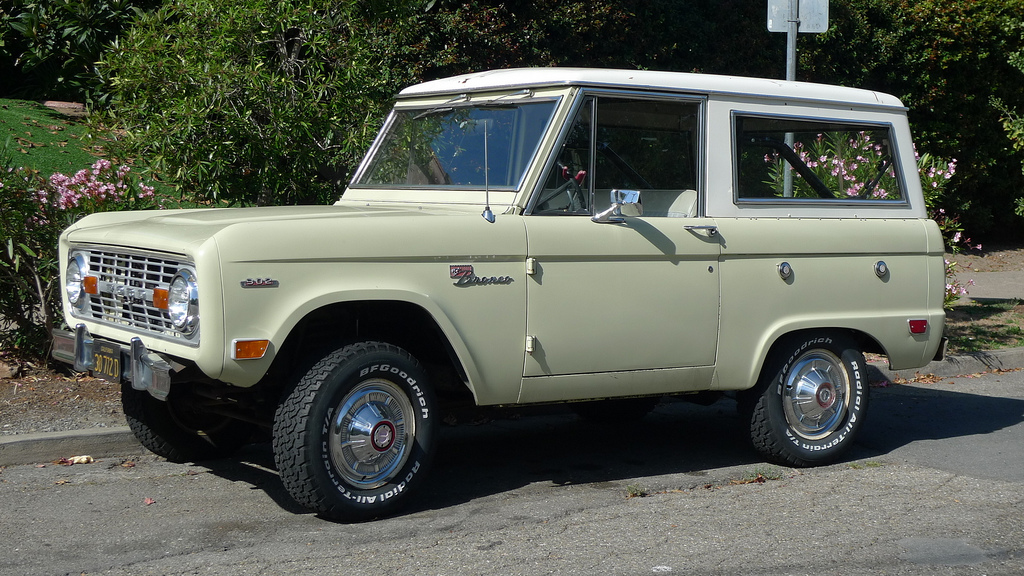
Ford Bronco 1 (1974–1977)

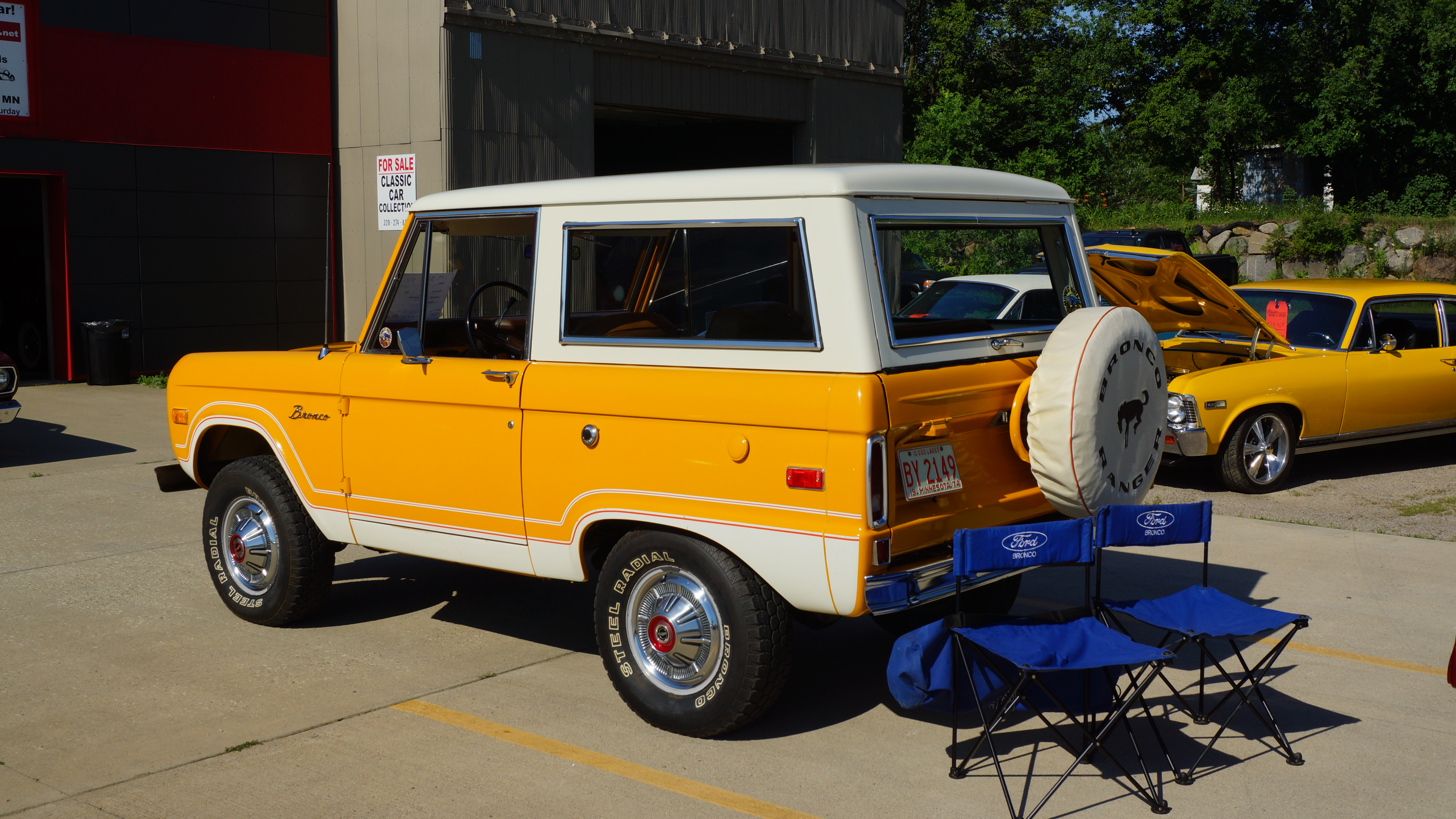

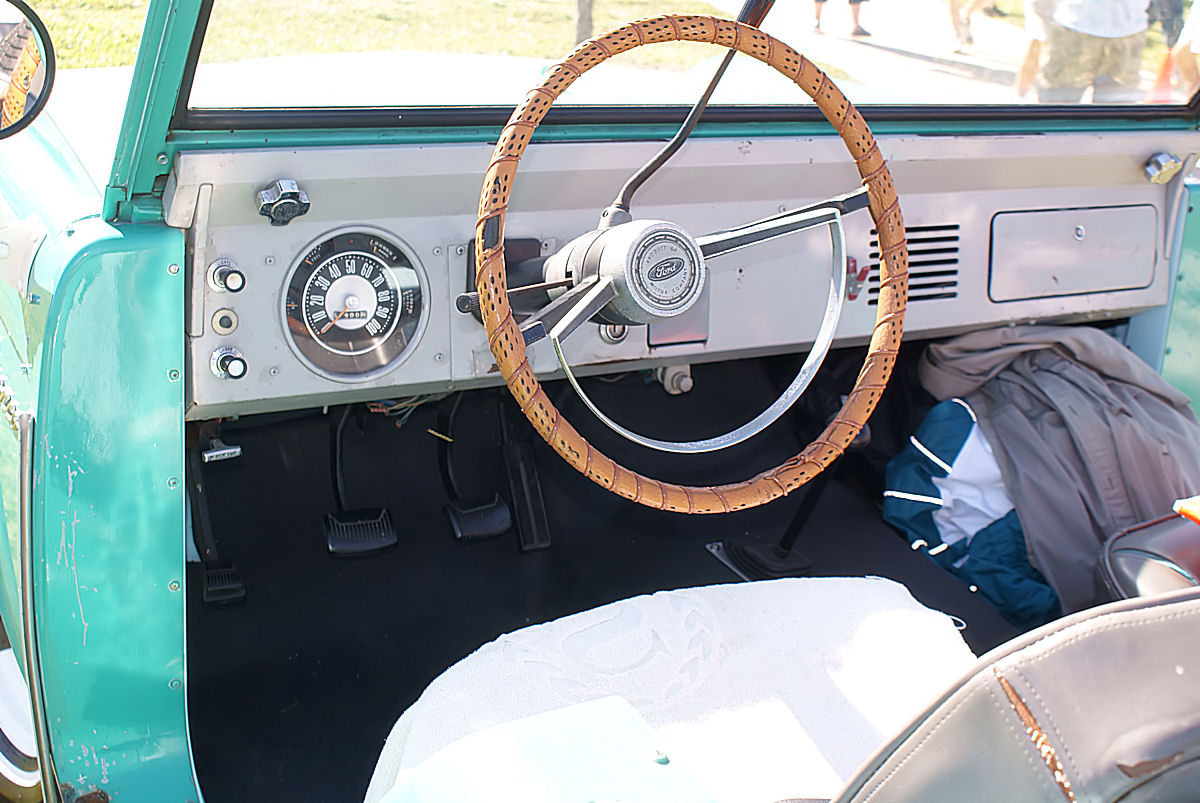
Салон

Перше покоління Bronco являло собою компактний SUV, виготовлялось з 1966 по 1977 рік і складало конкуренцію Jeep CJ-5 і International Harvester Scout. Автомобіль також випускався в кузові типу родстер. Останній виявився невдалим і протримався на конвеєрі тільки до 1968-го.
Двигун спочатку був один І6 2.8 л потужністю 107 к.с., який агрегатувався з «механікою», і тільки з 1973 року як опція була запропонована коробка «автомат». У той же час модернізації піддали і двигун, що став І6 3.3 л. Енергетична криза 1970-х років вкрай негативно позначився на історії Bronco, і в 1977-му виробництво Bronco першого покоління було припинено.

### Двигуни
- 2.8 л І6 107 к.с.
- 3.3 л І6 129 к.с.
- 4.7 л Windsor V8 200 к.с.
- 4.9 л Windsor V8 205 к.с.

## Друге покоління (1977–1979)

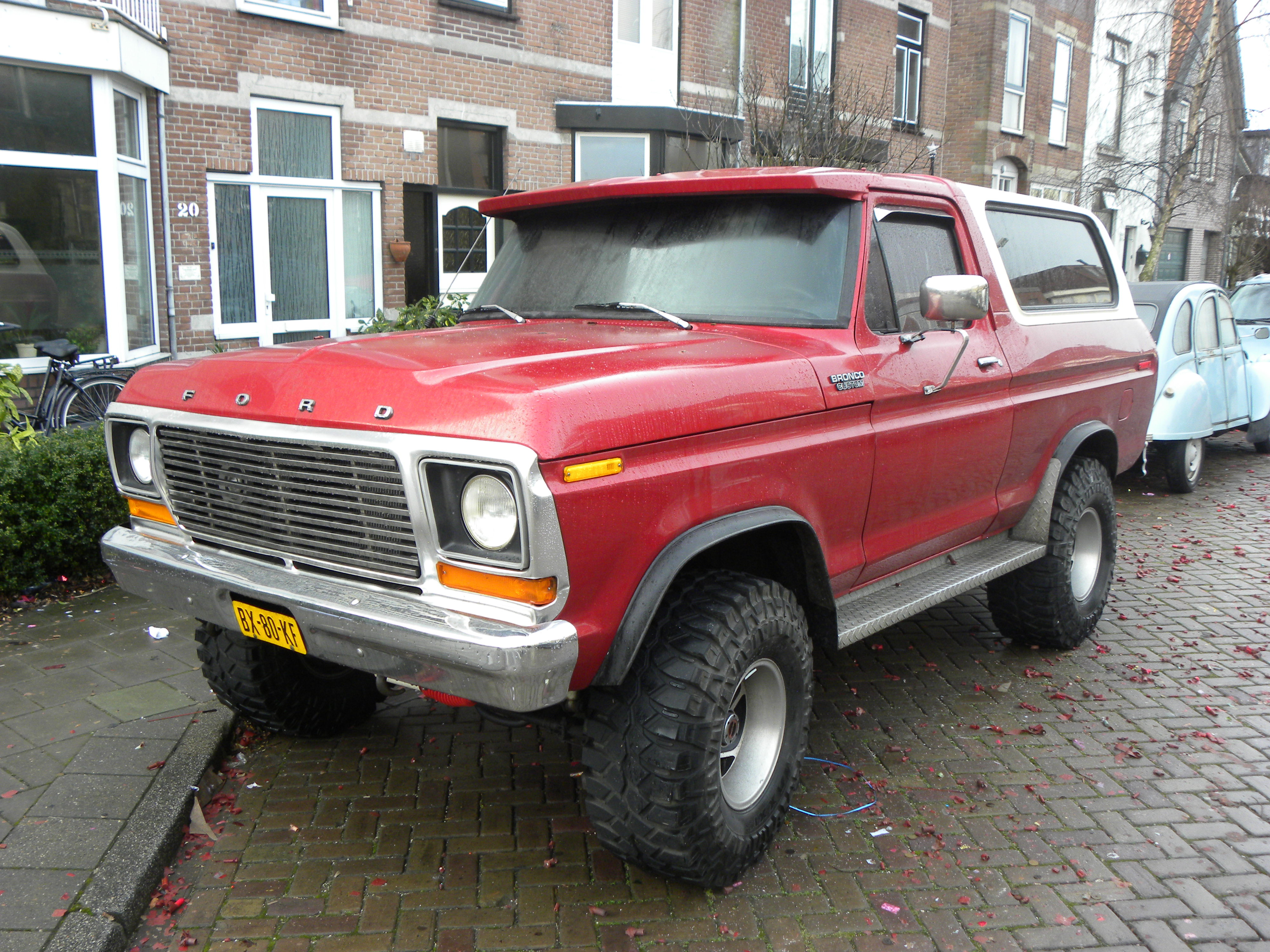
Ford Bronco 2 (1977–1979)

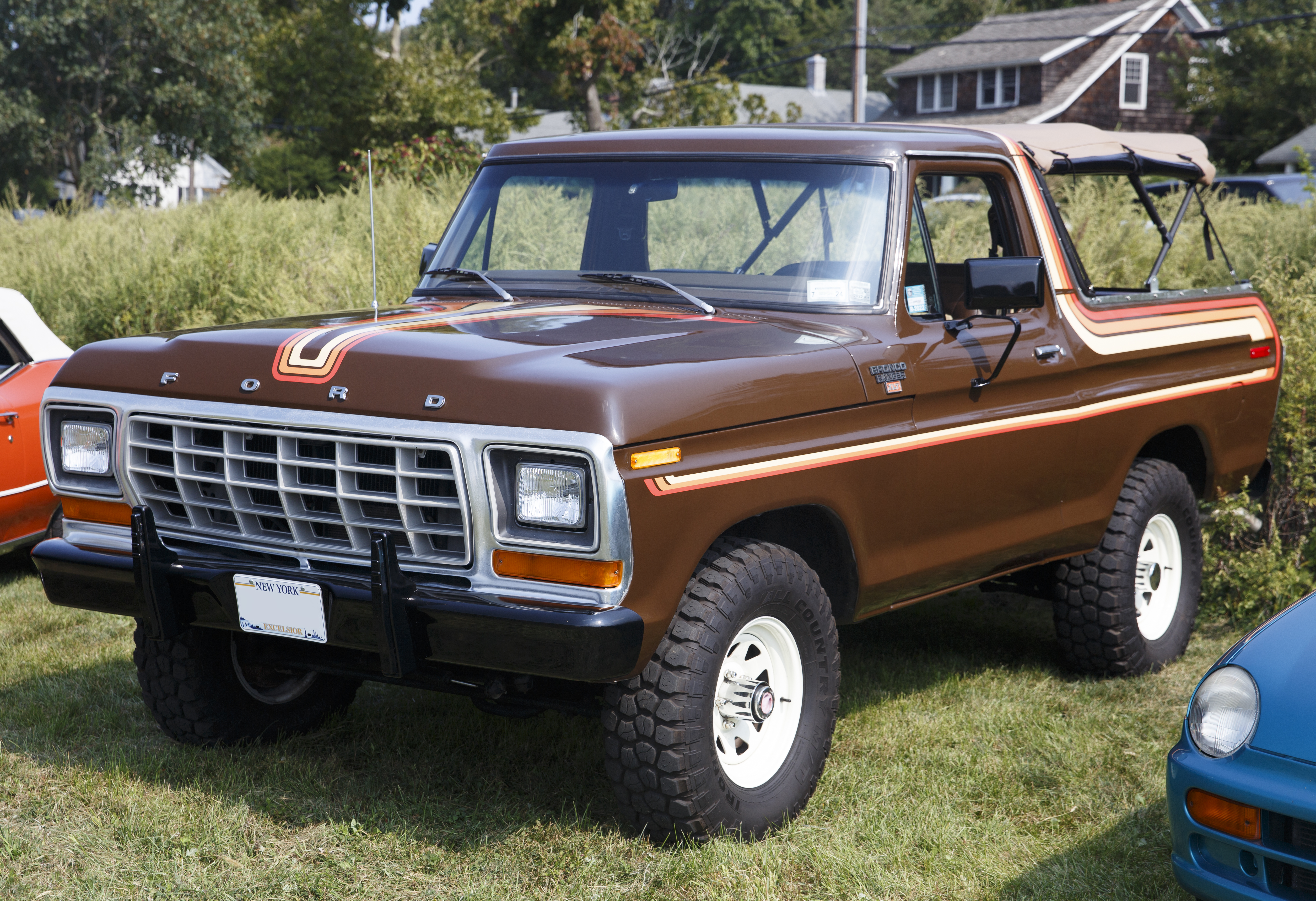
Ford Bronco Ranger XLT (1977–1979)

В 1977 році представлено друге покоління збудоване на основі пікапа Ford F-100, являло собою повнорозмірний SUV і складало конкуренцію Chevrolet Blazer, Jeep Cherokee і Dodge Ramcharger, але її випуск тривав протягом року і був згорнутий.

### Двигуни
- 5.75 л 351M V8
- 6.6 л 400M V8

## Третє покоління (1979–1986)

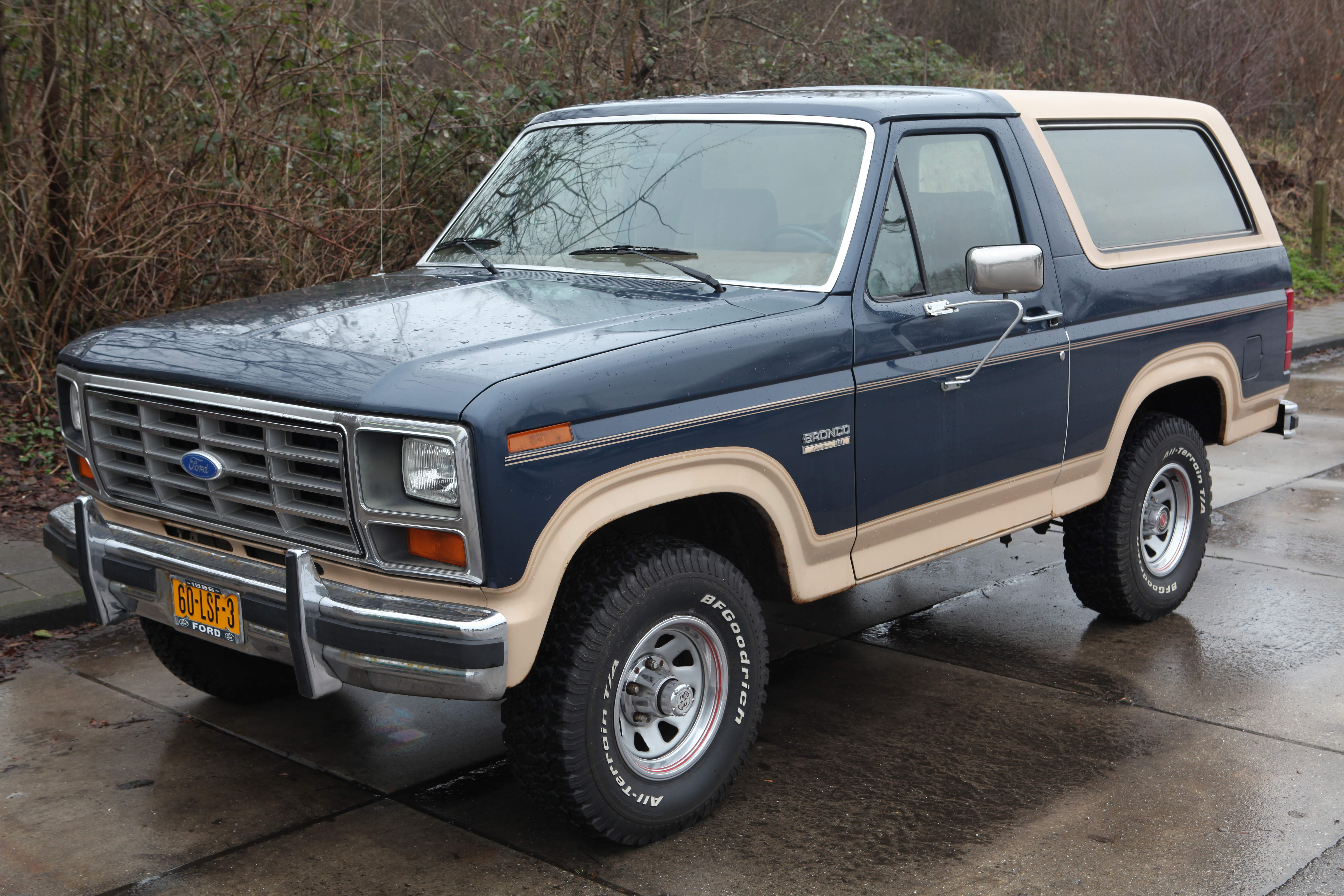
Ford Bronco 3 (1979–1986)

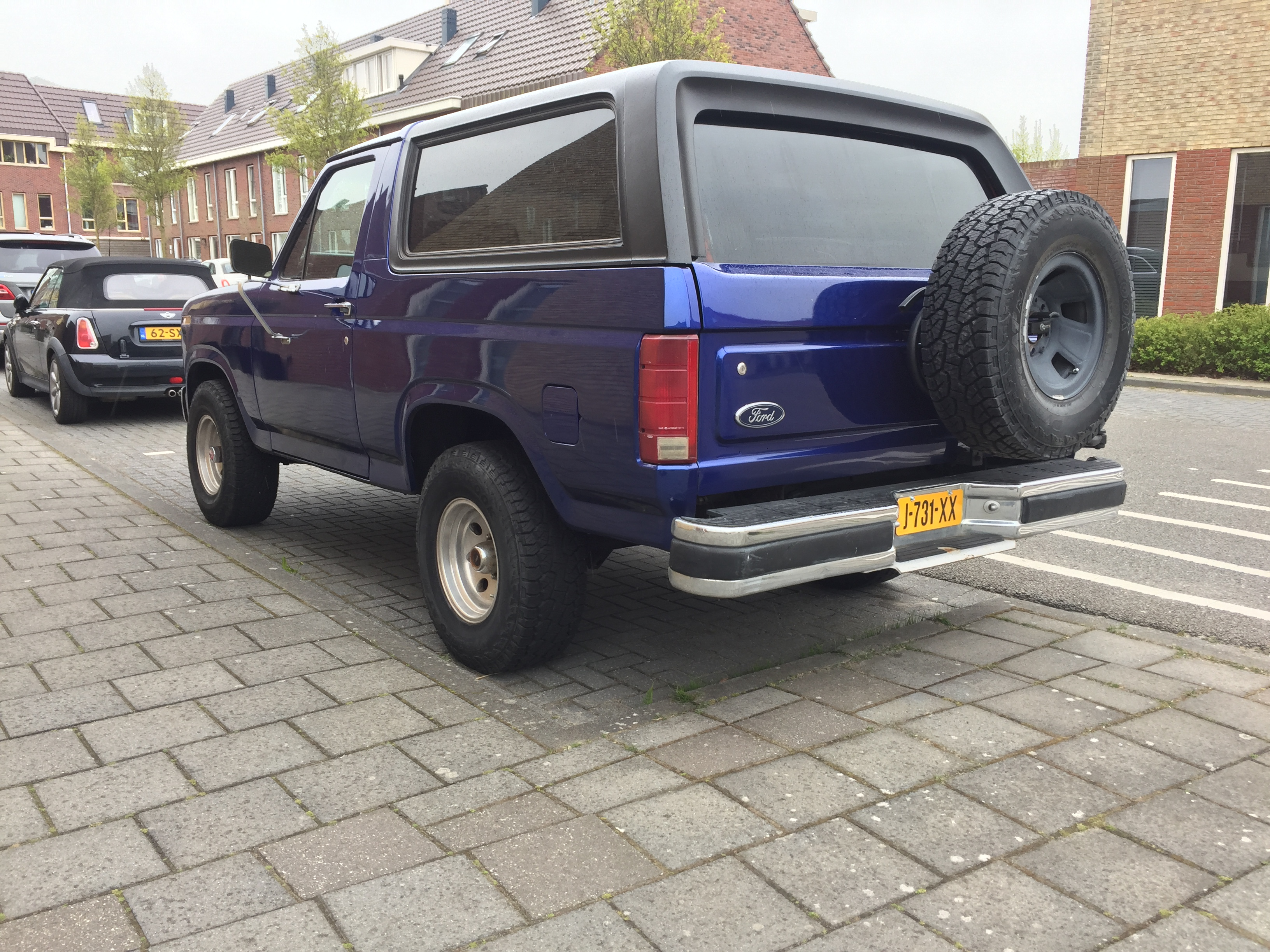

В 1977 році почали розробку нового покоління позашляховика. В 1979 році представлено третє покоління Бронко, яке виготовлялось до 1986 року. Машина помітно змінилася зовні, стала більш агресивною на вигляд. Автомобіль відрізнявся прекрасною прохідністю і саме за ці якості був особливо любимий публікою.
У 1982 році позашляховик зазнав малозначний рестайлінг, в якому головним нововведенням стала інша решітка радіатора.
В 1983 році дебютував компактний Ford Bronco II, який розроблений на основі пікапа Ford Ranger і немає нічого спільного з повнорозмірним Bronco. Ford випускав Bronco II відразу в декількох варіантах: з заднім/переднім/повним приводом, механічною/автоматичною коробкою передач, а також з різними двигунами, серед яких був і турбомотор.
Великий Bronco збудований на основі пікапа Ford F-150 сьомого покоління. Автомобіль отримав незалежну передній міст Dana 44 і передню підвіску Ford TTB (Twin Traction Beam), задня підвіска містила нерозрізний міст на еліптичні ресори.
Великі Бронко та їх наступники Ford Expedition виготовлялись на заводі Форда у Вейні (штат Мічиган).

### Двигуни
- 4.9 л І6
- 4.95 л 302 V8 190 к.с.
- 5.75 л 351M V8 156 к.с.
- 5.75 л Windsor V8 210 к.с.

## Четверте покоління (1986–1991)

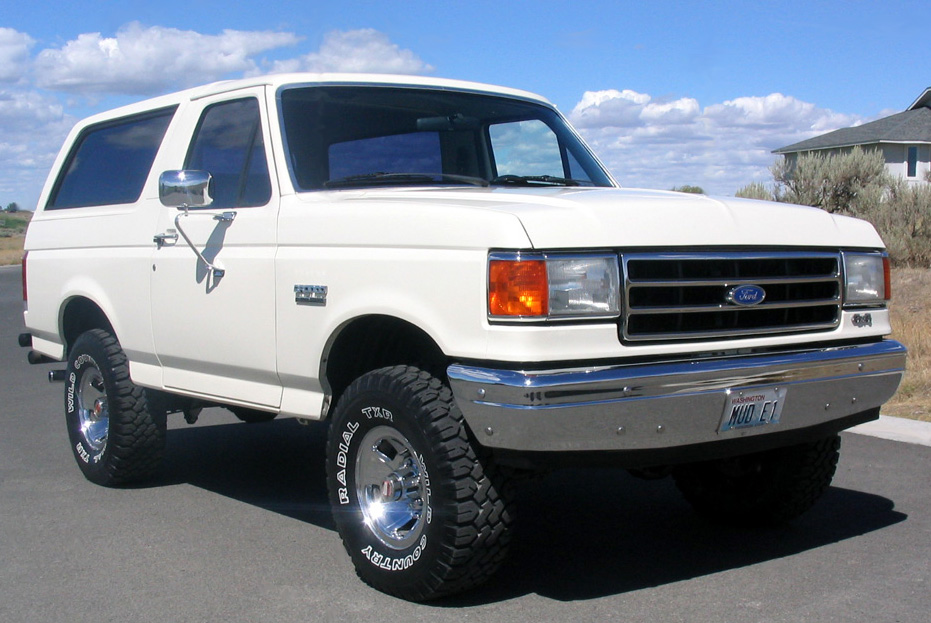
Ford Bronco 4 (1986–1991)

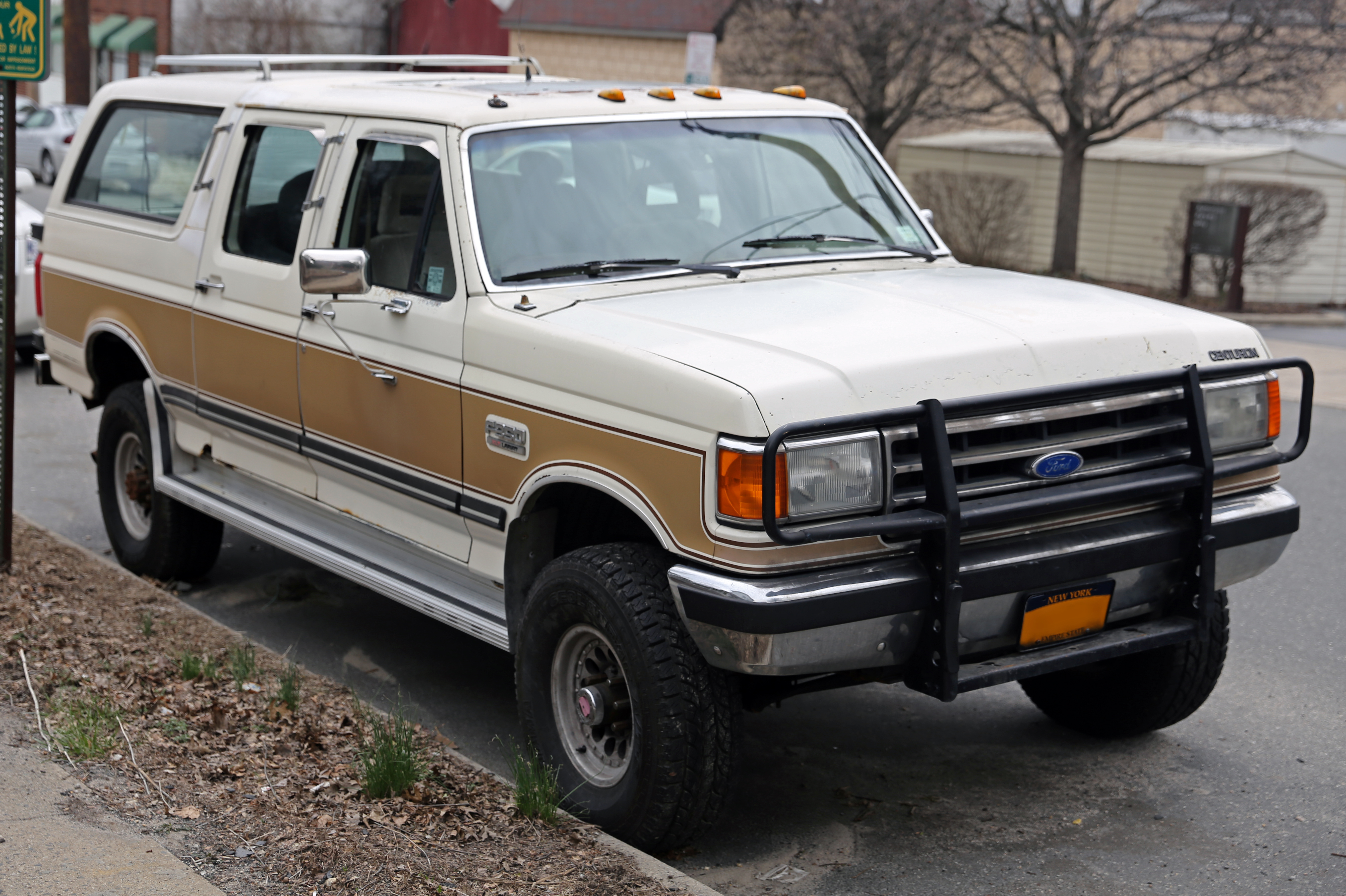
Ford Centurion Classic 350 Lariat XLT 460 V8

В 1986 році представлений новий, збудований на основі пікапа Ford F-150 восьмого покоління. Позашляховик отримав нову, більш оптічну передню частину та оновлену трансмісію.
З 1987 року антиблокувальні гальма заднього колеса (ABS) в цілях безпеки ввійшли в базове оснащення.
У 1989 році американці модернізували салон позашляховика, в якому з'явилися нові сидіння, а рульову колонку тепер можна було регулювати по вильоту.

### Двигуни
- 4.9 л І6
- 4.95 л 302 V8
- 5.75 л Windsor V8

## П'яте покоління (1991–1996)

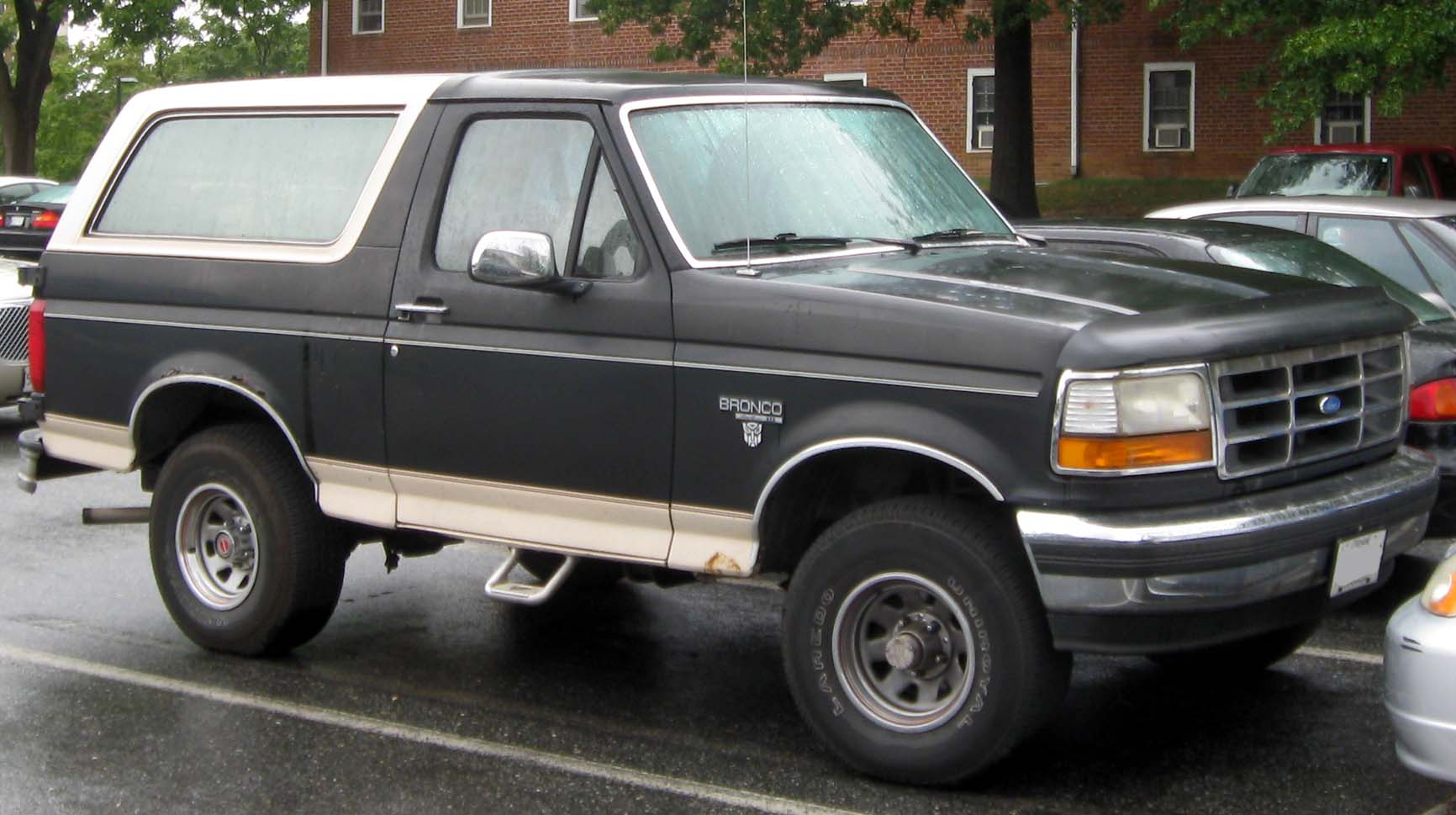
Ford Bronco 5 (1991–1996)

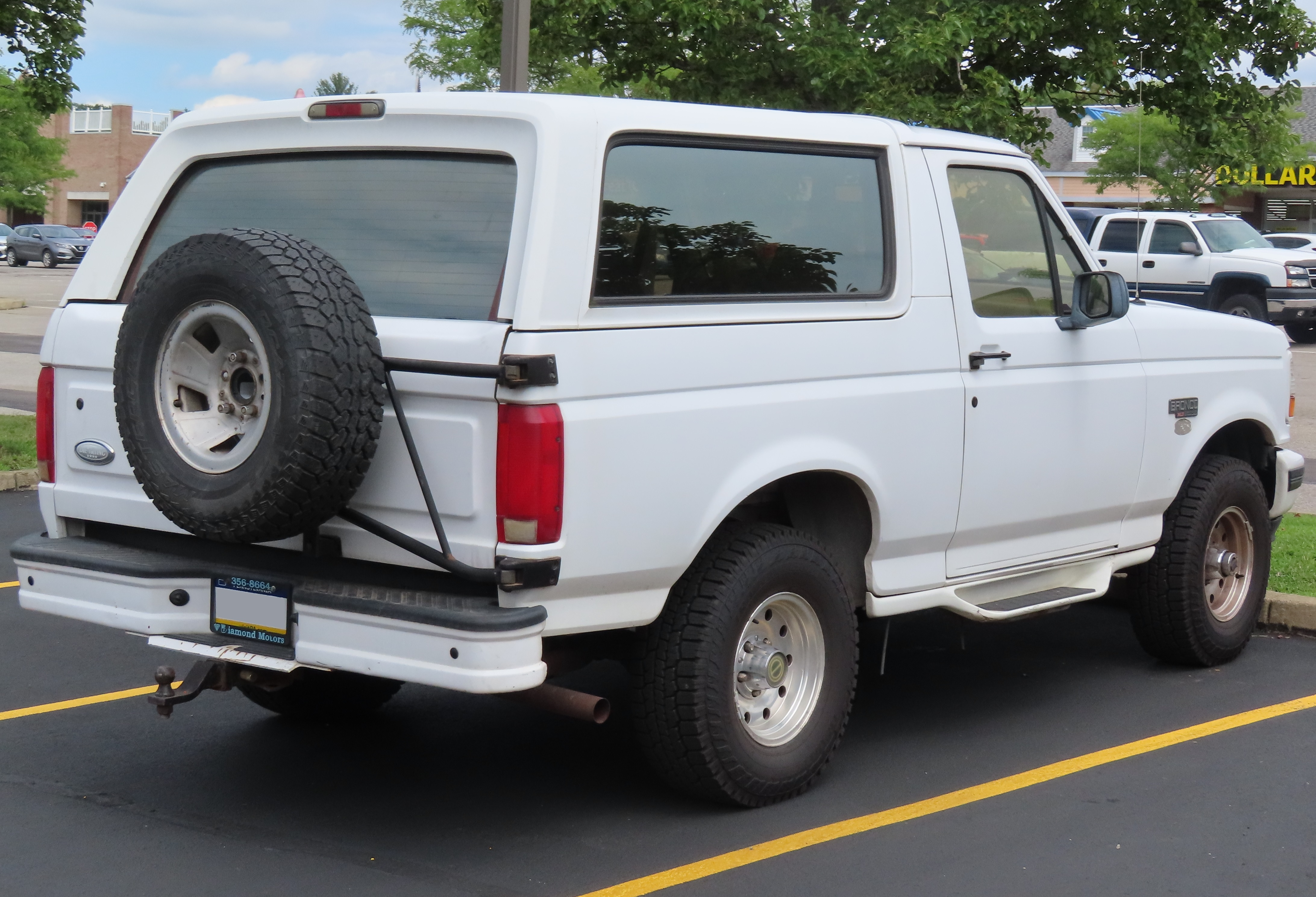

В 1991 році дебютував новий, збудований на основі пікапа Ford F-150 дев'ятого покоління. Позашляховик отримав нову передню частину зі складними фарами, решіткою радіатора та оновлену трансмісію. Виробник особливо відзначав помітно поліпшені показники аеродинамічного опору, а також хвалився досить багатим на ті часи оснащенням позашляховика. Автомобіль обладнали дзеркалами з електрорегулюванням, а топові версії отримали шкіряну обробку салону. У лінійці моторів з'явився 240-сильний V8 5.8. У такому вигляді модель протрималася на конвеєрі аж до 1996 року, а вже в 1997-му йому на зміну прийшов повнорозмірний позашляховик Ford Expedition.

### Двигуни
- 4.9 л І6 (1992)
- 4.95 л 302 V8
- 5.75 л Windsor V8 240 к.с.

## Шосте покоління (з 2021)

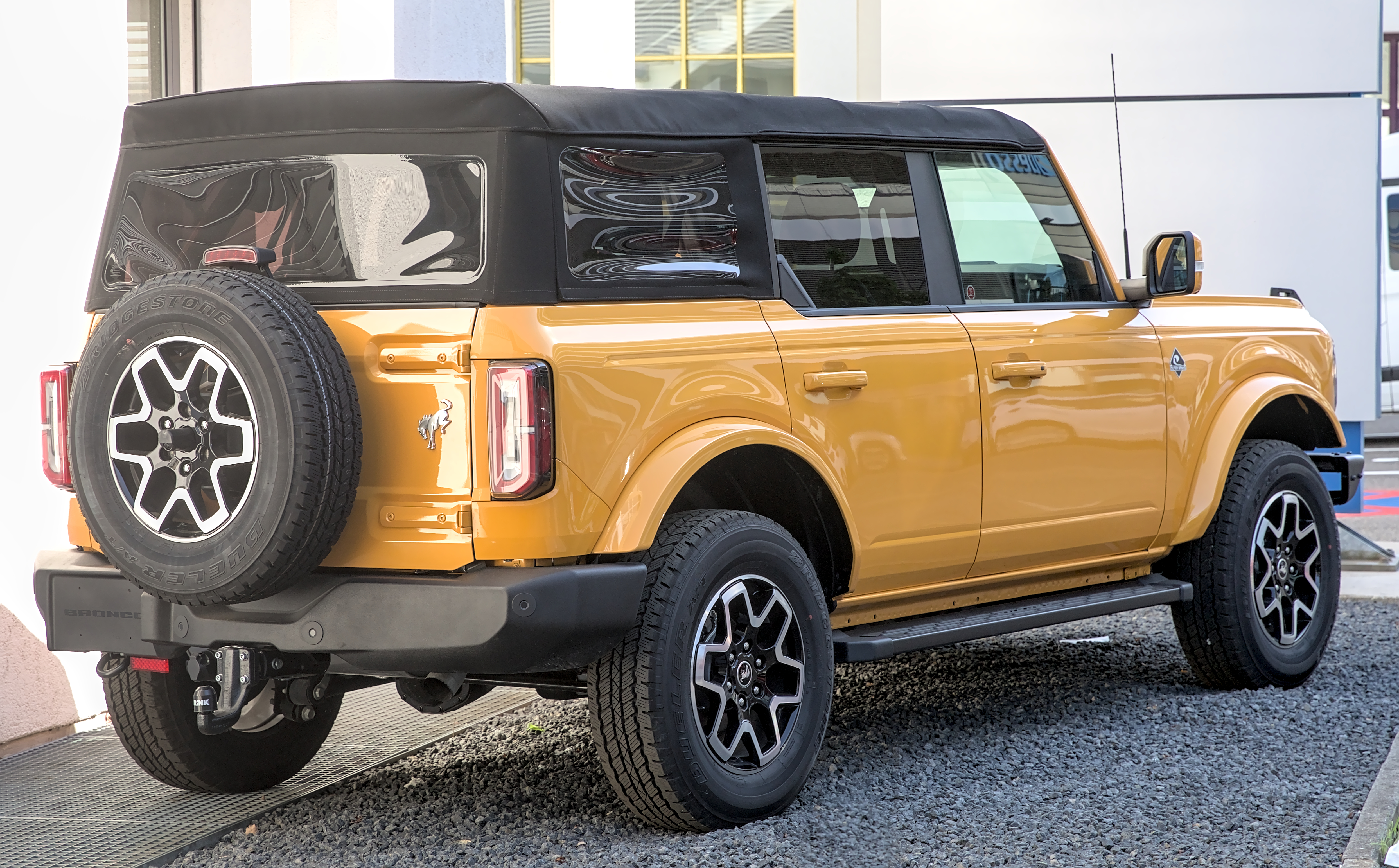
Ford Bronco (U725)

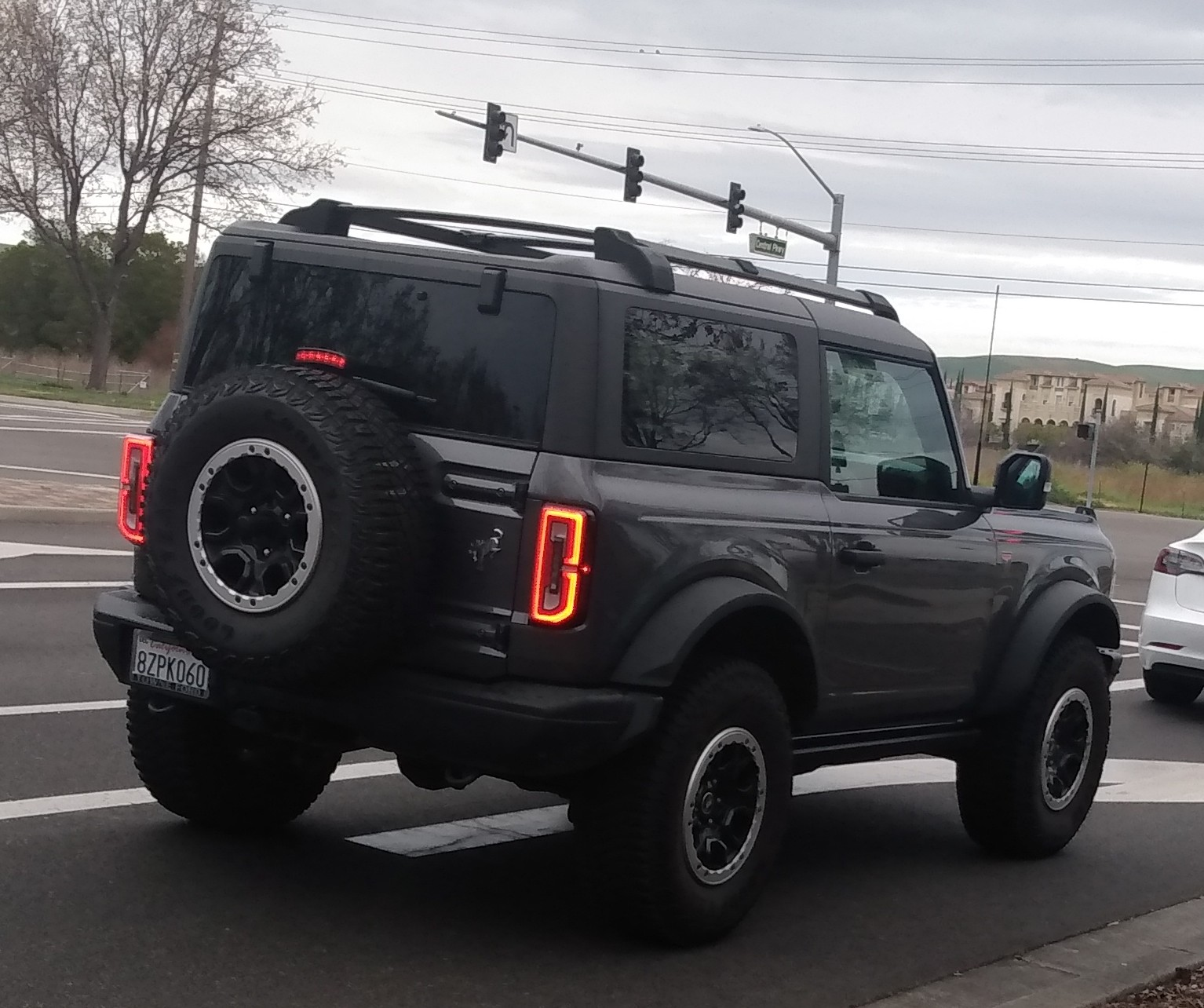
Ford Bronco (U725)

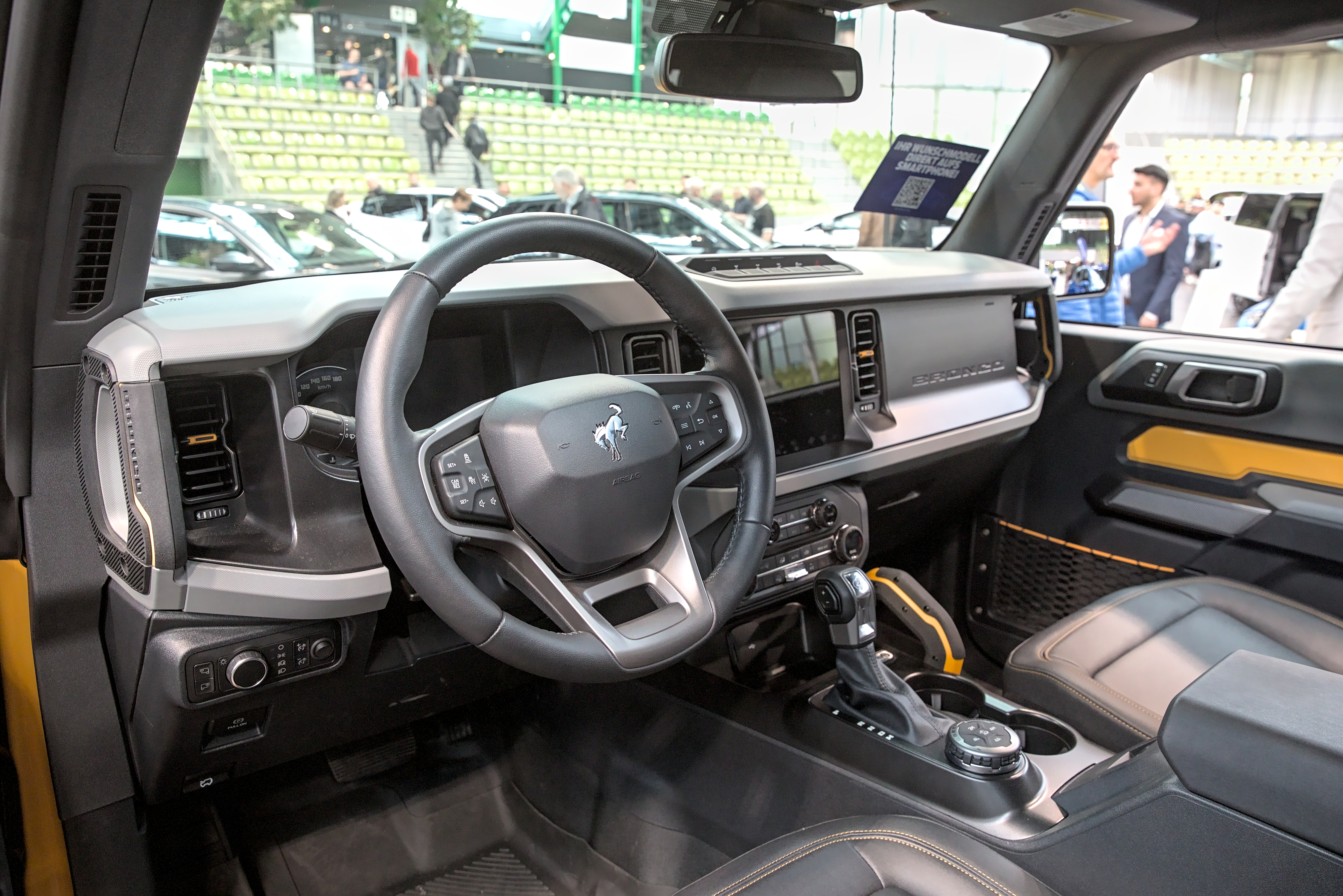

В Мічигані в березні 2020 року почнеться випуск моделі Bronco (U725) для Північної Америки. Модель була презентована 14 липня 2020 року онлайн. Продажі почнуться в першій половині 2021 року. Bronco буде рамним позашляховиком з гібридним приводом збудованим на шасі T6 від Ford Ranger. Позашляховик доступний в короткій тридверній версії, в подовженому варіанті на п’ять місць, а також в версії пікап. Двигуни 2.3 EcoBoost і 2.7 EcoBoost V6, що працюють в парі з 7-ст. МКПП Getrag MTI550 або 10-ст. АКПП Ford-GM SelectShift. Ranger отримає повнопривідну трансмісію з роздаткою і мости з диференціалами, що блокуються. Шини - Bridgestone Dueler A/T 255/75 R17. Ззаду в машині працює жорсткий міст Dana 44 AdvanTEK, що кріпиться на п'яти важелях і спіральних пружинах, спереду - Dana AdvanTEK з незалежною підвіскою. І в тому, і в іншому у вигляді опції можна поставити електронне блокування диференціала Spicer Performa-TraK.
Головними конкурентами моделі стануть Jeep Wrangler і Toyota 4Runner.
Будуть модифікації з гібридними установками.
Випускається позашляховик на заводі в Уейні (штат Мічиган), де виготовляли попередні моделі. В продаж кросовер надійшов на початку 2021 року.
Ford Bronco 2024 пропонує мультимедійну систему SYNC з 12-дюймовим сенсорним екраном. 

### Двигуни
- 2.3 л EcoBoost I4 turbo 304 к.с., 441 Нм
- 2.7 л EcoBoost V6 twin-turbo 335 к.с., 563 Нм
- 3.0 л EcoBoost V6 twin-turbo 424 к.с. 597 Нм (Bronco Raptor)

## Ford Bronco Sport (з 2020)

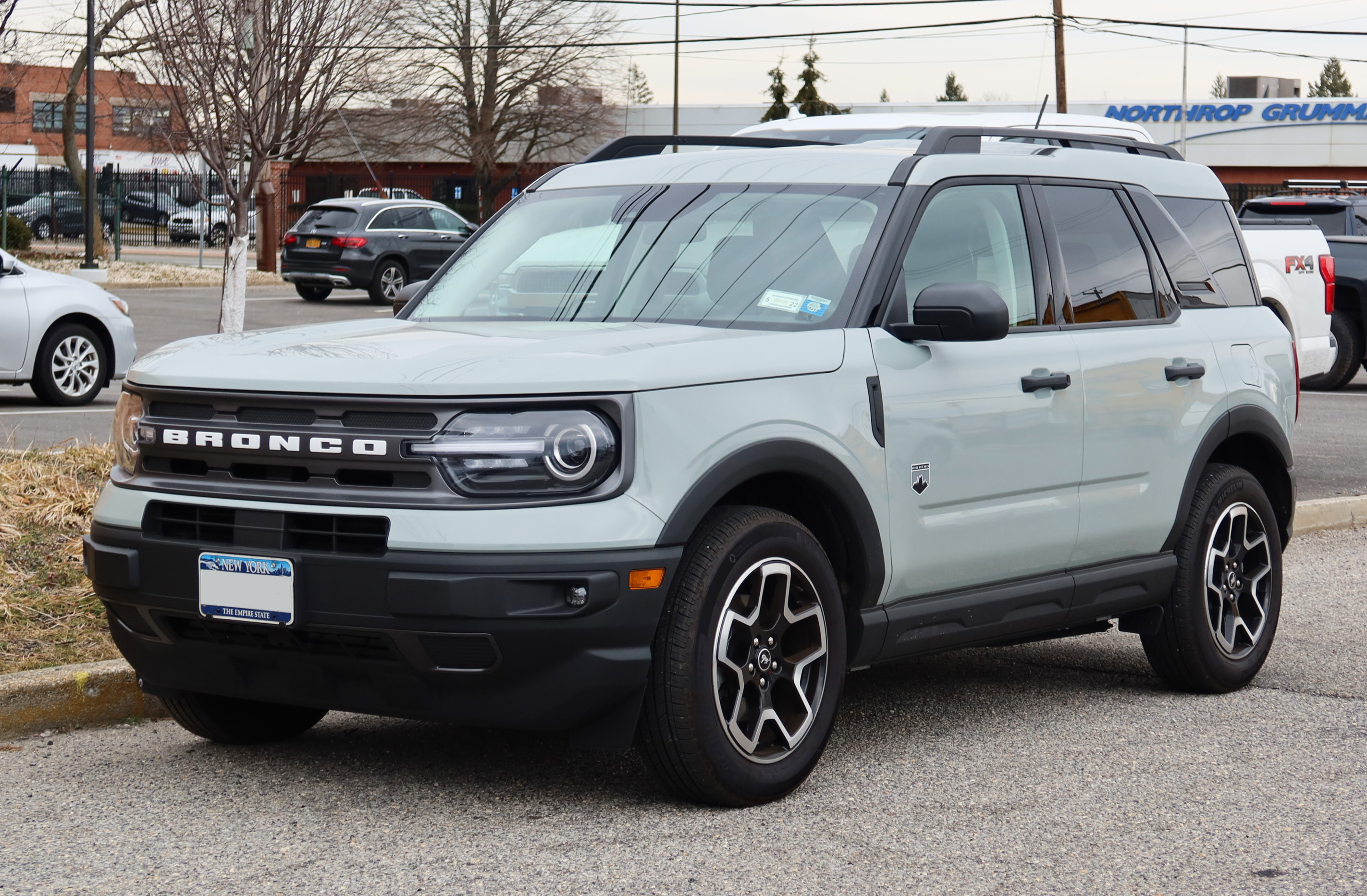
Ford Bronco Sport

Паралельно з "класичним" позашляховиком дебютував й Ford Bronco Sport (CX430). Автомобіль збудовано на платформі Ford C2, що й Ford Escape. Привід повний з 8-ст. АКПП.
Обидві підвіски незалежні: спереду McPherson, ззаду багаторичажка. Кут в'їзду - 21,7-30,4°, з'їзду - 30,4-33,1°, рампи - 18,2-20,4°. Глибина подоланого броду - 450-600 мм. Максимальне корисне навантаження - 454 кг. Дах здатна витримати вагу в 45-68 кг. Маса причепа - 907-998 кг.
Система повного приводу в своєму розпорядженні має пару зчеплень в задньому диференціалі, дозволяючи при необхідності перекидати всю доступну для задньої осі тягу на праве або ліве колесо. Передбачено сім режимів руху: Normal, Eco, Sport, Slippery («слизький»), Sand («пісок»), Mud/Ruts («бруд/ями»), Rock Crawl («камені/повзе режим»).
В продаж кросовер надійшов восени 2020 року.

## Продажі
| рік  | авто    |
| ---- | ------- |
| 1966 | 23,776  |
| 1967 | 14,230  |
| 1968 | 16,629  |
| 1969 | 20,956  |
| 1970 | 18,450  |
| 1971 | 19,784  |
| 1972 | 21,115  |
| 1973 | 21,894  |
| 1974 | 25,824  |
| 1975 | 13,125  |
| 1976 | 15,256  |
| 1977 | 14,546  |
| 1978 | 77,917  |
| 1979 | 104,038 |
| 1980 | 44,353  |
| 1981 | 39,853  |
| 1982 | 40,782  |
| 1983 | 40,376  |
| 1984 | 40,376  |
| 1985 | 54,562  |
| 1986 | 62,127  |
| 1987 | 43,074  |
| 1988 | 43,074  |
| 1989 | 69,470  |
| 1990 | 54,832  |
| 1991 | 25,001  |
| 1992 | 25,516  |
| 1993 | 32,281  |
| 1994 | 33,083  |
| 1995 | 37,693  |
| 1996 | 34,130  |
| 2021 | 35,023  |
| 2022 | 117,057 |